# Хупер, Артур
А́ртур Ге́нри Ху́пер (англ. Arthur Henry Hooper; 5 декабря 1888 — 22 декабря 1963) — английский футболист, нападающий.

## Биография
Родился в Брирли-Хилл, Дадли. Начал футбольную карьеру в дербиширском клубе «Клей Кросс Таун». Профессиональным футболистом стал, выступая за «Киддерминстер Харриерс».
В октябре 1909 года перешёл в «Манчестер Юнайтед». Свой первый матч в основном составе «Юнайтед» провёл 22 января 1910 года, сыграв против «Тоттенхэм Хотспур» в рамках Первого дивизиона и забив гол в своём дебютной игре за клуб. Выступал за команду на протяжении трёх сезонов, очень редко попадая в основной состав. В общей сложности провёл за «Юнайтед» 7 матчей. В июне 1914 года покинул команду, перейдя в лондонский клуб «Кристал Пэлас».
В сезоне 1914/15 выступал за «Кристал Пэлас», сыграв за клуб 18 матчей и забив 2 мяча в Южной лиге.
После завершения футбольных соревнований в связи с войной Хупер проходил военную службу, начав с рядового и дослужившись до ранга капрала в полку Вустершира . Принимал участие в битвах при Пашендейле и в боевых действиях на итальянском фронте. 30 июля 1918 года получил пулевое ранение в голову. После выздоровления проходил службу в военно-строительных войсках (Royal Pioneer Corps) в ранге старшины 517-й роты военнопленных (517th Prisoner of War Company). В сентябре 1919 года вернулся в Англию и был зачислен в запас.

## Статистика выступлений
| Клуб              | Сезон            | Лига                            | Лига | Лига | Кубок Англии | Кубок Англии | Итого | Итого |
| Клуб              | Сезон            | Дивизион                        | Игры | Голы | Игры         | Голы         | Игры  | Голы  |
| ----------------- | ---------------- | ------------------------------- | ---- | ---- | ------------ | ------------ | ----- | ----- |
| Манчестер Юнайтед | 1909/10          | Первый дивизион Футбольной лиги | 2    | 1    | 0            | 0            | 2     | 1     |
| Манчестер Юнайтед | 1910/11          | Первый дивизион Футбольной лиги | 2    | 0    | 0            | 0            | 2     | 0     |
| Манчестер Юнайтед | 1913/14          | Первый дивизион Футбольной лиги | 3    | 0    | 0            | 0            | 3     | 0     |
| Манчестер Юнайтед | Итого            | Итого                           | 7    | 1    | 0            | 0            | 7     | 1     |
| Кристал Пэлас     | 1914/15          | Первый дивизион Южной лиги      | 18   | 2    | 0            | 0            | 18    | 2     |
| Всего за карьеру  | Всего за карьеру | Всего за карьеру                | 25   | 3    | 0            | 0            | 25    | 3     |